# Jessica Bailiff
Jessica Bailiff (Toledo, ...) è una cantautrice statunitense.
La sua musica è comunemente etichettata come slowcore, sebbene estesa anche al post-rock e allo shoegaze. Jessica è stata scoperta da Alan Sparhawk dei Low, che raccomandò i suoi primi demo alla Kranky, l'etichetta che in seguito pubblicherà gli album di Jessica. Jessica Bailiff ha collaborato e registrato, fra gli altri, con Odd Nosdam degli Anticon; Clouddead; Alan Sparhawk; Dave Pearce dei Flying Saucer Attack; Casino Versus Japan; Rivulets; Annelies Monseré. Jessica Bailiff appare anche nella raccolta-tributo ai Wire "Brain in the Wire".

## Discografia
- Even in Silence (1998, Kranky)
- Hour of the Trace (1999, Kranky)
- Jessica Bailiff (2002, Kranky)
- Feels Like Home (2006, Kranky)
- Old Things (2007, Morc Records)
- At the Down-turned Jagged Rim of the Sky (2012, Kranky)

### Collaborazioni
- Clear Horizon (2003, Kranky) (Collaborazione con Dave Pearce)
- Eau Claire (2005, Kranky) (Collaborazione con Rachel Staggs)
- Northern Song Dynasty (2002, People The Sky/2005, All Is Number Records; in collaborazione con Jesse Edwards)

### Rivulets
- DEBRIDEMENT (2003, Chair Kickers' Union)
- you've got your own (2004, Acuarela Discos)
- you are my home (2006, Important Records)

### Partecipazione a raccolte
- "Shadow" on Brain In The Wire
- "Brother La (Twin Scorpio Mix)" in Brainwaves (2006)
- "Chapter 4 " in Chamber Music by James Joyce / Fire Records (2008)
- "Untitled Three- EP"  Jessica Bailiff & Odd Nosdam in Anticon 2005